# روباسومرو
روباسومرو (به ایتالیایی: Robassomero) یک کومونه در ایتالیا است که در استان تورین واقع شده‌است.

## خصوصیات
روباسومرو ۸٫۴ کیلومترمربع مساحت و ۳٬۰۶۱ نفر جمعیت دارد و ۳۶۰ متر بالاتر از سطح دریا واقع شده‌است.